# Petersburg (Indiana)
Petersburg város az USA Indiana államában. Lakosainak száma 2304 fő (2020. április 1.).

## Népesség
A település népességének változása:

| 2010 | 2 383 |
| 2020 | 2 304 |